# Мика (стадион)
Стадион Мика е изцяло покрит със седалки футбoлен стадион в град Ереван, Армения. Построен е през 2007 г. и официално открит през 2008 г. Служи за домакинските срещи на Мика.